# Abyss (đô vật)
Christopher Joseph "Chris" Parks (sinh ngày 4 tháng 10 năm 1973), là đô vật chuyện nghiệp người Mỹ, được biết dưới tên là Abyss trên sàn đấu đô vật.